# Pedro Moreno (insurgente)
Pedro Moreno González de Hermosillo (Santa María de los Lagos (hoy Lagos de Moreno), 18 de enero de 1775-Guanajuato, 27 de octubre de 1817) fue un caudillo de la Guerra de Independencia de México.

## Biografía
Pedro Moreno nació en la Hacienda de La Daga, la cual se encuentra hoy en día en Lagos de Moreno, Jalisco. Sus padres fueron Manuel Moreno de Ortega y Verdín de Villavicencio y María del Rosario González de Hermosillo y Márquez, familia acomodada y de amplios recursos económicos.
Estudió en el Seminario de Guadalajara; a fines del siglo XVIII regresó a su tierra natal y se dedicó al comercio. Hacendado progresista, casado con Rita Pérez Jiménez, se desenvolvió en actividades a favor de la independencia mexicana. Moreno entró en relaciones con los caudillos insurgentes, a los que auxiliaba. Sospechoso a los ojos de las autoridades españolas, vigilado y amenazado de prisión, se marchó a su hacienda La Sauceda. Ahí organizó una partida de campesinos, con los que se dedicó a combatir a las fuerzas realistas. Formó grupos [guerrillero] junto con su familia, trabajadores de sus tierras y otros cientos de familias, quienes lucharon a favor de la emancipación mexicana, uniéndose a los combatientes en la sierra guanajuatense.
Comandó varias batallas contra las tropas realistas, distinguiéndose por la velocidad de sus ataques. Estableció su centro de operaciones en el Fuerte  del Sombrero, desde el cual incursionaba por el Bajío y Los Altos. Allí recibió a Francisco Xavier Mina e hizo poderosa resistencia a las tropas de Liñán. Después de rechazar numerosos ataques realistas en ese fuerte, cuando Mina dio orden de evacuarlo, salió el jefe mexicano el 15 de agosto de 1817, por la noche. La columna fue descubierta y atacada, dispersándose en su mayoría. Algunos escaparon, pero los que volvieron al fuerte, fueron muertos al día siguiente. Reunido nuevamente con Mina, lo acompañó al interior del país y sostuvo varios encuentros en el Bajío.
En una batalla contra las tropas realistas, el ejército comandado por Mina, teniendo a Moreno como lugarteniente, fue sitiado en el Fuerte del Sombrero en lo que sería la Batalla del Fuerte del Sombrero, donde estuvieron durante más de dos meses sin poder surtirse de provisiones, razón por la cual las tropas fueron mermando. Lograron escapar y se refugiaron en el rancho de "El Venadito", donde fueron atacados el 27 de octubre, muriendo Pedro Moreno, siendo capturado Francisco Xavier Mina por el coronel absolutista Orrantia.  El 28 de octubre entra en Silao, Guanajuato, con Mina prisionero y la cabeza de Pedro Moreno clavada en una lanza.
Es considerado como uno de los más grandes insurgentes jaliscienses, y en su honor, por Decreto 207, el 9 de abril de 1829 se rebautizó a la localidad de Villa de Santa María de los Lagos, como Lagos de Moreno.
En agosto de 2010 se confirmó que sus restos descansan en la Columna de la Independencia, en la Ciudad de México, junto con otros 13 héroes de la gesta independentista.